# Čištíja
Čištíja je súfistické bratrstvo (taríka) v jižní Asii, které založil Moínuddín Čiští. Působí v Pákistánu, Indii a Bangladéši.
Základ čištíje tvoří koncepce wahdat al-wudžúd (jednota Bytí, jednota Boha a tvorstva). Čištíja odmítá soukromé vlastnictví, které je chápáno jako negace víry v Boha. K přijetí do řádu nebylo nutné konvertovat na islám. Čištíja hlásala pacifismus, snažila se dosáhnout spravedlivého společenského řádu, vyhýbala se styku se světskou mocí.
Svého vrcholu dosáhla v 13. a 14. století.